# Diana Mezuliáníková
Diana Mezuliáníková (ur. 10 kwietnia 1992 w Bruntálu) – czeska lekkoatletka specjalizująca się w biegach średniodystansowych oraz biegach przełajowych.
Półfinalistka igrzysk olimpijskich z Tokio w biegu na 1500 metrów. Uczestniczka mistrzostw świata (2019) oraz dwukrotna uczestniczka mistrzostw Europy (2014, 2018). Zdobywczyni 6. miejsca podczas letniej uniwersjady w 2015 roku, rozgrywanej w koreańskim Gwangju. Reprezentantka Czech podczas drużynowych mistrzostw Europy w lekkoatletyce. Startowała również w mistrzostwach Europy w biegach przełajowych.
Multimedalistka mistrzostw Czech oraz halowych mistrzostw Czech.

## Rezultaty
| Rok  | Impreza                                   | Miejsce     | Konkurencja        | Pozycja     | Wynik    |
| ---- | ----------------------------------------- | ----------- | ------------------ | ----------- | -------- |
| 2010 | Mistrzostwa Europy w biegach przełajowych | Albufeira   | bieg juniorów      | 22. miejsce | 13:49    |
| 2011 | Mistrzostwa Europy juniorów               | Tallinn     | bieg na 800 m      | 7. miejsce  | 2:09,11  |
| 2013 | Młodzieżowe mistrzostwa Europy            | Tampere     | bieg na 1500 m     | eliminacje  | 4:18,24  |
| 2014 | Superliga drużynowych mistrzostw Europy   | Brunszwik   | bieg na 1500 m     | 8. miejsce  | 4:18,47  |
| 2014 | Mistrzostwa Europy                        | Zurych      | bieg na 1500 m     | eliminacje  | 4:15,40  |
| 2014 | Mistrzostwa Europy w biegach przełajowych | Samokow     | bieg młodzieżowców | 32. miejsce | 24:12    |
| 2015 | Halowe mistrzostwa Europy                 | Praga       | bieg na 1500 m     | 7. miejsce  | 4:16,93  |
| 2015 | I liga drużynowych mistrzostw Europy      | Heraklion   | bieg na 1500 m     | 11. miejsce | 4:20,72  |
| 2015 | Uniwersjada                               | Gwangju     | bieg na 1500 m     | 6. miejsce  | 4:23,14  |
| 2016 | Mistrzostwa Europy w biegach przełajowych | Chia        | bieg seniorów      | –           | DNF      |
| 2018 | Mistrzostwa Europy                        | Berlin      | bieg na 1500 m     | 10. miejsce | 4:07,82  |
| 2019 | Halowe mistrzostwa Europy                 | Glasgow     | bieg na 1500 m     | eliminacje  | 4:18,89  |
| 2019 | Superliga drużynowych mistrzostw Europy   | Bydgoszcz   | bieg na 800 m      | 8. miejsce  | 2:02,60  |
| 2019 | Mistrzostwa świata                        | Doha        | bieg na 800 m      | eliminacje  | 2:03,48  |
| 2021 | Halowe mistrzostwa Europy                 | Toruń       | bieg na 1500 m     | eliminacje  | 4:11,48  |
| 2021 | I liga drużynowych mistrzostw Europy      | Kluż-Napoka | bieg na 800 m      | 4. miejsce  | 2:04,97  |
| 2021 | I liga drużynowych mistrzostw Europy      | Kluż-Napoka | bieg na 1500 m     | 3. miejsce  | 4:16,71  |
| 2021 | Igrzyska olimpijskie                      | Tokio       | bieg na 1500 m     | półfinał    | 4:03,70  |
| 2022 | Mistrzostwa świata                        | Eugene      | bieg na 1500 m     | półfinał    | 4:07,62  |
| 2022 | Mistrzostwa Europy                        | Monachium   | bieg na 1500 m     | eliminacje  | 4:07,37  |
| 2025 | Halowe mistrzostwa Europy                 | Apeldoorn   | bieg na 1500 m     | eliminacje  | 4:18,29  |
| 2025 | I dywizja drużynowych mistrzostw Europy   | Madryt      | bieg na 5000 m     | 9. miejsce  | 16:24,20 |

## Rekordy życiowe
- bieg na 800 metrów (hala) – 2:02,50 (17 lutego 2019, Ostrawa)
- bieg na 800 metrów (stadion) – 2:01,14 (6 czerwca 2022, Praga)
- bieg na 1500 metrów (hala) – 4:10,63 (23 lutego 2025, Ostrawa)
- bieg na 1500 metrów (stadion) – 4:03,70 (4 sierpnia 2021, Tokio)